# Synchroonzwemmen op de Olympische Zomerspelen 2020

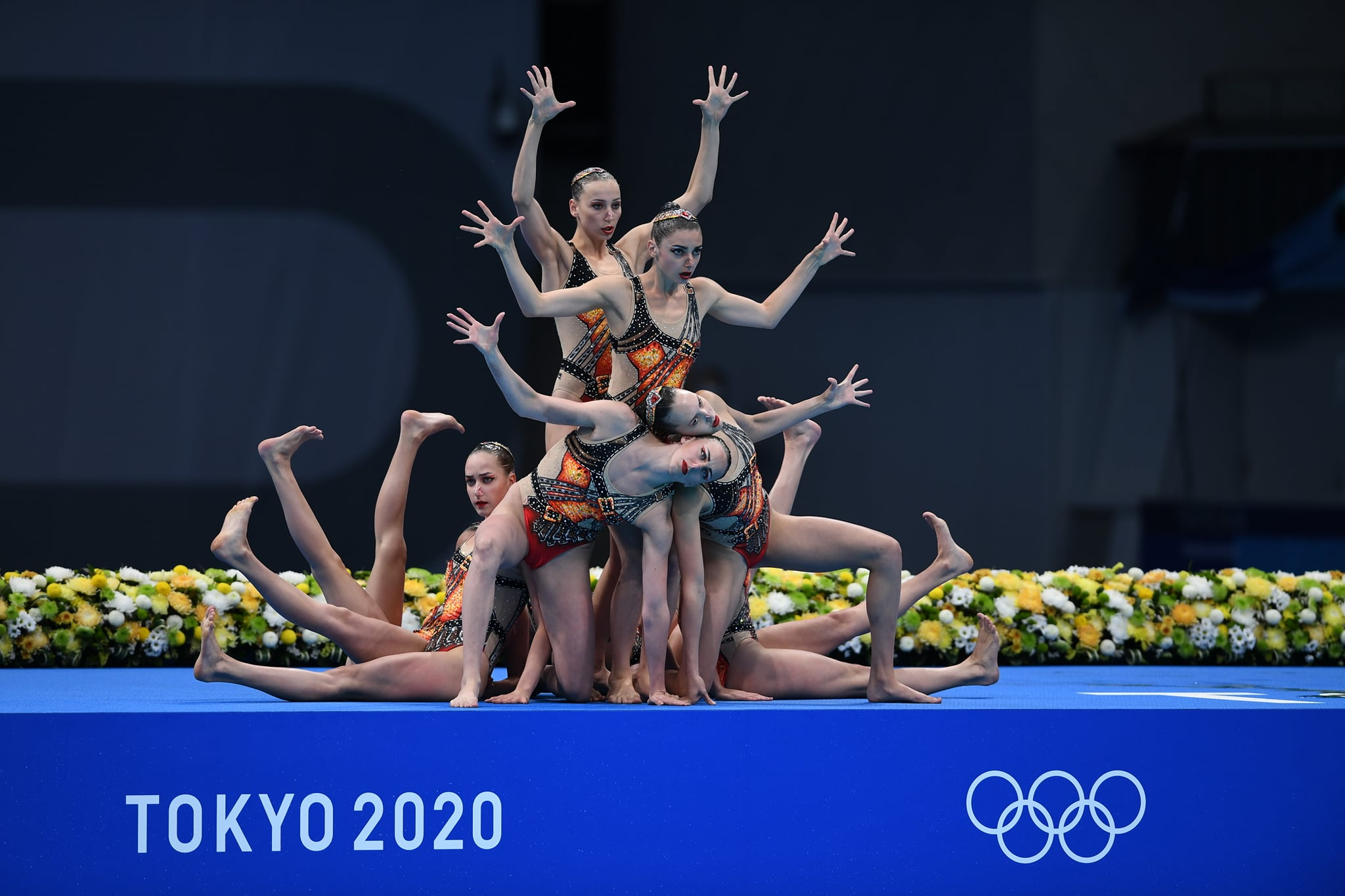
De Oekraïense ploeg tijdens de landenwedstrijd.

Synchroonzwemmen is een van de sporten die werd beoefend tijdens de Olympische Zomerspelen 2020 in Tokio. Het deelnemersveld bestond in totaal uit 104 atleten, verdeeld over twee evenementen, enkel voor vrouwen. Het synchroonzwemmen werd gehouden in het Tokyo Aquatics Centre in het stadsdeel Tatsumi in de zone rondom de Baai van Tokio; naast het synchroonzwemmen vonden hier ook het zwemmen en schoonspringen plaats.

## Kwalificatie
Aan de teamwedstrijd deden tien landen mee, waardoor er in totaal 80 quotaplaatsen te verdelen waren over de NOC's. Gastland Japan was verzekerd van deelname. Van de overige negen landen kwalificeerden vier zich via de continentale kampioenschappen; voor Afrika en Oceanië fungeerden de wereldkampioenschappen in 2019 als continentaal kwalificatietoernooi. De twee landen met de hoogste scores bij de WK voor de combinatie van de technische en vrije routine die zich nog niet geplaatst hadden via de continentale kwalificatie, kwalificeerden zich eveneens voor de Spelen. De laatste drie quotaplaatsen voor de teamwedstrijd werden behaald op het olympisch kwalificatietoernooi in 2020.
Aan de wedstrijd voor duetten deden 22 tweetallen mee, waarbij elk NOC maximaal een duo mocht afvaardigen. De tien landen die zich voor de teamwedstrijd hadden gekwalificeerd, plaatsen zich ook voor de duetten. Via de continentale kampioenschappen waren verder vijf quotaplaatsen te behalen, waarbij de WK in 2019 als continentaal kwalificatietoernooi voor Afrika, Azië en Oceanië fungeerden. De laatste zeven plaatsen werden tot slot vergeven aan de zeven beste tweetallen bij het OKT in 2020.

### Team
| Toernooi                                      | Datum             | Locatie         | Plaatsen | Gekwalificeerd            |
| --------------------------------------------- | ----------------- | --------------- | -------- | ------------------------- |
| Gastland                                      | –                 | –               | 1        | Japan                     |
| Pan-Amerikaanse Spelen 2019                   | 29 – 31 juli 2019 | Lima            | 1        | Canada                    |
| Europese kampioenschappen 2019                | 10 – 12 mei 2019  | Sint-Petersburg | 1        | Russische ploeg           |
| Wereldkampioenschappen 2019                   | 12 – 20 juli 2019 | Gwangju         | 1        | Egypte                    |
| Wereldkampioenschappen 2019                   | 12 – 20 juli 2019 | Gwangju         | 1        | Australië                 |
| Wereldkampioenschappen 2019                   | 12 – 20 juli 2019 | Gwangju         | 2        | China Oekraïne            |
| Internationaal olympisch kwalificatietoernooi | 10 – 13 juni 2021 | Barcelona       | 3        | Griekenland Italië Spanje |
| Totaal                                        |                   |                 | 10       |                           |

### Duet
| Toernooi                                      | Datum             | Locatie         | Plaatsen | Gekwalificeerd                                                                                             |
| --------------------------------------------- | ----------------- | --------------- | -------- | --- |
| Atleten van de teamwedstrijd                  | –                 | –               | 10       | Australië Canada China Egypte Japan Oekraïne Russische ploeg                                               |
| Pan-Amerikaanse Spelen 2019                   | 29 – 31 juli 2019 | Lima            | 1        | Mexico |
| Europese kampioenschappen 2019                | 10 – 12 mei 2019  | Sint-Petersburg | 1        | Spanje |
| Wereldkampioenschappen 2019                   | 12 – 20 juli 2019 | Gwangju         | 1        | Zuid-Afrika                                                                                                |
| Wereldkampioenschappen 2019                   | 12 – 20 juli 2019 | Gwangju         | 1        | Kazachstan                                                                                                 |
| Wereldkampioenschappen 2019                   | 12 – 20 juli 2019 | Gwangju         | 1        | Nieuw-Zeeland                                                                                              |
| Internationaal olympisch kwalificatietoernooi | 10 - 13 juni 2021 | Barcelona       | 7        | Oostenrijk Wit-Rusland Frankrijk Nederland Verenigde Staten Israël Groot-Brittannië Liechtenstein Colombia |
| Totaal                                        |                   |                 | 22       | |

## Deelnemende landen
Er deden 104 synchroonzwemsters uit 22 landen mee bij het synchroonzwemmen op de Olympische Zomerspelen in Tokio.

## Competitieschema
Hieronder volgt het competitieschema van het synchroonzwemmen op de Olympische Zomerspelen 2020. De twee evenementen werden gehouden van 2 tot en met 7 augustus 2021 en duurden respectievelijk drie en twee dagen. De finale voor de duetten was op 4 augustus en die voor de teams op 7 augustus 2021.
| Q | Kwalificatie | F | Finale |

| Datum →     | 2 | 3 | 4 | 5 | 6 | 7 |
| Onderdeel ↓ | 2 | 3 | 4 | 5 | 6 | 7 |
| ----------- | - | - | - | - | - | - |
| Duet        | Q | Q | F |   |   |   |
| Team        |   |   |   |   | Q | F |

## Medailles

### Synchroonzwemmen
| Onderdeel | Goud | Goud | Zilver | Zilver                                                                                      | Brons | Brons |
| --------- | ---- | --- | ------ | ------------------------------------------------------------------------------------------- | ----- | --- |
| Duet      | ROC  | Svetlana Kolesnitsjenko Svetlana Romasjina | CHN    | Huang Xuechen Sun Wenyan                                                                    | UKR   | Marta Fiedina Anastasiya Savchuk |
| Team      | ROC  | Vlada Chigireva Marina Goliadkina Svetlana Kolesnitsjenko Polina Komar Alexandra Patskevich Svetlana Romasjina Alla Shishkina Maria Shurochkina | CHN    | Feng Yu Guo Li Huang Xuechen Liang Xinping Sun Wenyan Wang Qianyi Xiao Yanning Yin Chengxin | UKR   | Maryna Aleksiyiva Vladyslava Aleksiyiva Marta Fiedina Kateryna Reznik Anastasiya Savchuk Alina Shynkarenko Kseniya Sydorenko Yelyzaveta Yakhno |

### Medaillespiegel
| Plaats | Land            | NOC    | Goud | Zilver | Brons | Totaal |
| ------ | --------------- | ------ | ---- | ------ | ----- | ------ |
| 1      | Russische ploeg | ROC    | 2    | 0      | 0     | 2      |
| 2      | China           | CHN    | 0    | 2      | 0     | 2      |
| 3      | Oekraïne        | UKR    | 0    | 0      | 2     | 2      |
| Totaal | Totaal          | Totaal | 2    | 2      | 2     | 6      |